# El Rosal (Pontevedra)
El Rosal (en gallego y oficialmente O Rosal) es un municipio español situado en la parte meridional de la comarca del Bajo Miño, en la provincia de Pontevedra, comunidad autónoma de Galicia. 

## Geografía
Se encuentra a orillas del río Miño, que hace frontera entre España y Portugal, y próximo a su desembocadura. El Rosal también tiene salida al océano Atlántico.

## Límites
Limita con los municipios pontevedreses de La Guardia, Oya y Tomiño, y con las freguesias portuguesas de Gondarén —municipio de Vila Nova de Cerveira—, Lañelas y Sejas —ambas del municipio de Caminha—. 

## Historia
Se han encontrado vestigios paleolíticos, que incluyen pinturas rupestres, y de la Edad del Bronce. La cultura de los castros estuvo muy presente en esta zona.
Durante la Edad Media perteneció al Monasterio Cisterciense de Santa María la Real de Oya.
En 1847 se constituye el municipio independizándose de La Guardia.
En 1879, el rey Alfonso XII le otorga el título de villa.

## Geografía humana

### Demografía
Cuenta con una población de 6509 habitantes (INE 2024).
| Gráfica de evolución demográfica de El Rosal entre 1857 y 2021 |
| |
| Población de derecho según los censos de población del INE Población de hecho según los censos de población del INEEn estos censos se denominaba Rosal: 1860, 1877, 1887, 1897, 1900, 1910, 1920, 1930, 1940, 1950, 1960, 1970 y 1981 Entre el censo de 1857 y el anterior, aparece este municipio porque se segrega del municipio 36023 (La Guardia) |

### Parroquias
Parroquias que forman parte del municipio:
- Eiras[6]
- El Rosal[6]
- San Miguel de Tabagón (San Miguel)
- Tabagón (San Juan)[6]

### Economía
Eminentemente agrícola, forestal y ganadera (pastos) y algo de pesca de bajura.
Son afamados sus vinos que pertenecen a la denominación de origen Rías Bajas que organiza a mediados de julio la "Feria del vino del Rosal", declarada de Interés Turístico en 2016.
El enoturismo y la ruta de los Molinos del Folón y del Picón son la base de un incipiente desarrollo del turismo en el municipio impulsado por la  asociación de comerciantes do Rosal y el propio ayuntamiento.

## Monumentos y lugares de interés
- Los Molinos del Folón y del Picón: 67 molinos de agua declarados Bien de Interés Cultural (BIC) en 1998.

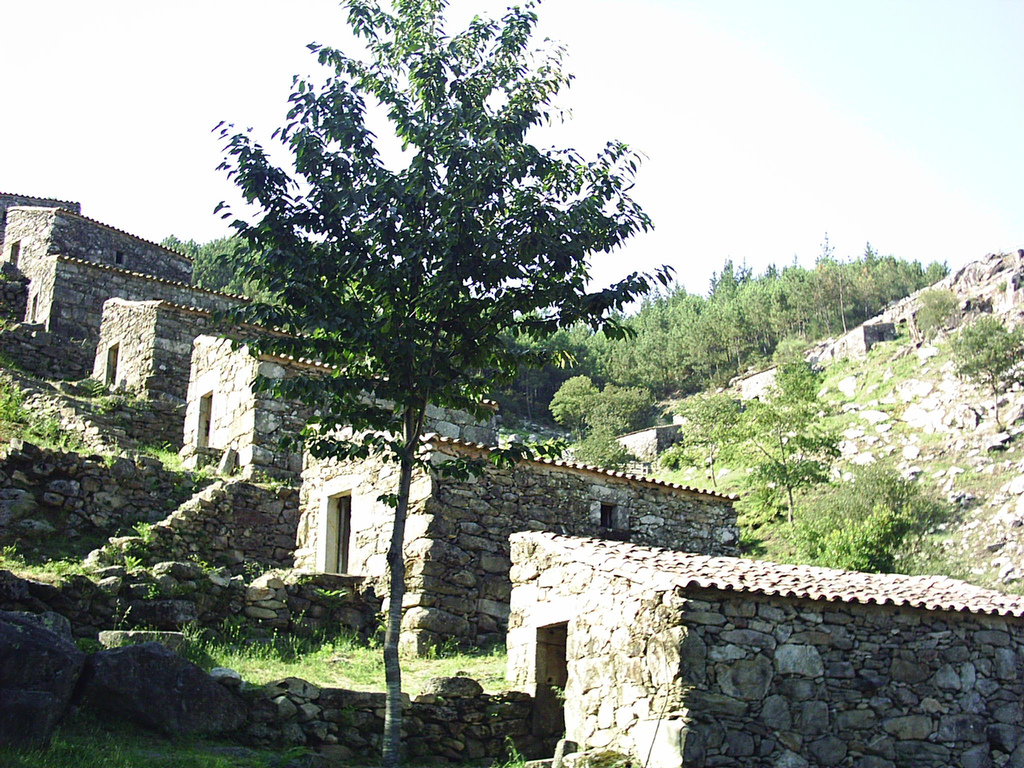
Molinos de Folón (Muiños do Folón).

- El monumento al cabaqueiro. Monumento a los tejeros de la villa que crearon una jerga particular denominada latín dos cabaqueiros.
- La iglesia parroquial de Santa Marina.
- Varios cruceros repartidos por toda la villa.
- La casa consistorial, que ocupa un pazo del siglo XVIII.
- El puente del Tamuxe, construido en el siglo XIX sobre un anterior puente romano con modificaciones debidas al deterioro causado por los accidentes automovilísticos.
- Mirador natural de "Niño do Corvo" (Nido del Cuervo).

## Alcaldes y corporación municipal
Alcaldes de O Rosal en democracia (desde 1979):
- José Luis Rodríguez Martínez - AP (1979-1987) / PPdeG (1987-1999)
- Jesús María Fernández Portela - PPdeG (1999-2018)
- María del Carmen Alonso Alonso - PPdeG (2018-2019)
- Ánxela Fernández Callís - BNG (2019- )[8][9]

| Nombre | Nombre                             | Votos | Porcentaje | Concejales |
| ------ | ---------------------------------- | ----- | ---------- | ---------- |
|        | Bloque Nacionalista Galego         | 1841  | 47.23 %    | 7          |
|        | Partido Popular de Galicia         | 1562  | 40.07 %    | 5          |
|        | Partido dos Socialistas de Galicia | 370   | 9.49 %     | 1          |

## Colegios
- CPI Manuel Suárez Marquier (1977)[10]
- CRA María Zambrano: Sede en Pías. 6 edificios (Marzán, Pías, Couso, Fornelos, Novás, Tabagón)

## Deporte
- S. D. Atlético Novás (Balonmano)
- Unión Deportiva Ribera (Fútbol)
- Club Ciclista O Rosal-Hermanos Ozores SL (Ciclismo)
- Atletismo Suárez Marquier (Atletismo)

## Música
- Agrupación Musical do Rosal (Banda de música)
- Coro da Agrupación Musical do Rosal (Coral)